# Arachnids in the UK
"Arachnids in the UK" é o quarto episódio da décima primeira temporada da série de ficção científica britânica Doctor Who, transmitido originalmente através da BBC One em 28 de outubro de 2018. Foi escrito pelo showrunner e produtor executivo da série, Chris Chibnall, e sendo dirigido por Sallie Aprahamian.
No episódio, a Décima terceira Doutora (Jodie Whittaker), traz seus compamheiros Graham O'Brien (Bradley Walsh), Ryan Sinclair (Tosin Cole) e Yasmin Khan (Mandip Gill) de volta a Sheffield onde eles descobrem que um problema sério está vagando pela cidade na forma de aranhas gigantes. Atores convidados incluem Chris Noth e Shobna Gulati, com Sharon D. Clarke reprisando seu papel como Grace O'Brien.

## Enredo
Tendo retornado a Sheffield, a Doutora se encontra com a família de Yasmin ao lado de Ryan, enquanto Graham volta para casa. Depois que Yasmin sai para se encontrar com sua mãe, a Doutora e Ryan encontram a Dra. Jade McIntyre, especialista em aranhas, tentando descobrir o que aconteceu com uma colega morando na casa ao lado. Entrando, o grupo descobriu que a colega de McIntyre foi atacada por uma aranha gigante, levantando questões sobre sua origem. Depois que Graham se junta a eles depois de encontrar outra aranha em sua casa, o grupo descobre que McIntyre está investigando padrões de comportamento bizarros emergentes em ecossistemas de aranhas locais, após suspender recentemente experimentos com aranhas. O grupo logo descobre que o padrão de anomalias das aranhas está ligado a um complexo hoteleiro de luxo em que a mãe de Yasmin trabalhava, até ser demitida pelo dono americano, Robertson.
Visitando o hotel, o grupo descobriu que o guarda-costas de Robertson foi recentemente atacado e levado embora. Investigando as aranhas, capturando uma viva para exame, o grupo descobre que o hotel de Robertson foi construído sobre uma série de túneis abandonados de minas que foram usados como lixão para resíduos industriais. McIntyre, descobre sobre a empresa que lidou com o descarte do lixo de seu laboratório, percebe que as aranhas eram os descendentes de um espécime usado em um experimento, que foi descartado pela crença de que estava morto. A Doutora teoriza que a toxicidade do resíduo mutou o espécime como um resultado direto. Usando uma sala de pânico que Robertson construiu no hotel, Ryan atrai os filhos do espécime para ele com música, para que possam ser mortas pacificamente.
O resto do grupo vai então confrontar a aranha mãe no salão do hotel. Ao encontrá-la, a Doutora percebe que ela está morrendo depois que seu enorme tamanho se tornou excessivo para o corpo. Antes que ela possa garantir que ele morra pacificamente, Robertson atira com a arma de seu guarda-costas, matando-a. Com a situação resolvida, Ryan, Yasmin e Graham contemplam o retorno às suas vidas normais. No entanto, eles decidem ver o universo junto à Doutora na TARDIS.

## Elenco
Após o episódio de estreia, "The Woman Who Fell to Earth", foi confirmado que Chris Noth e Shobna Gulati estariam entre os atores convidados que apareceriam na temporada.

## Transmissão e recepção
| Críticas profissionais            | Críticas profissionais |
| Avaliações da crítica             | Avaliações da crítica  |
| Fonte                             | Avaliação              |
| --------------------------------- | ---------------------- |
| Rotten Tomatoes (Tomatometer)     | 91%                    |
| Rotten Tomatoes (Pontuação geral) | 7.17                   |
| Entertainment Weekly              | B-                     |
| Daily Mirror                      | [ 5 ]                  |
| Radio Times                       | [ 6 ]                  |
| The Independent                   | [ 7 ]                  |
| The Times                         | [ 8 ]                  |
| TV Fanatic                        | [ 9 ]                  |

### Audiência
"Arachnids in the UK" foi assistido por 6,43 milhões de telespectadores durante sua exibição inicial, uma participação de audiência 29,3%, tornando-se a segunda maior audiência durante a noite, e o terceiro da semana em pernoites em todos os canais. O episódio recebeu uma pontuação do índice de valorização do público-alvo (Appreciation Index) de 83.

### Recepção crítica
O episódio foi recebido com avaliações positivas. Detém uma taxa de aprovação de 91% com base em 23 avaliações no Rotten Tomatoes, com uma classificação média de 7,17 / 10. O consenso crítico diz "Arrepiante, rastejante, e completo de estrelas convidadas de primeira classe, 'Arachnids in the UK' se parece como um filme B de grande orçamento, proporcionando outra brincadeira deliciosa ao Time T.A.R.D.I.S.."